# Timo del nazareno
El timo del nazareno es una estafa tradicional.
Se suele usar este timo contra empresas proveedoras que suministran productos que sean fáciles de revender en el mercado negro, como pequeños electrodomésticos, bebidas alcohólicas, etc.
El timador (conocido como el nazareno) se gana primero la confianza de la empresa proveedora haciendo algunos pequeños pedidos que paga rápidamente. Para generar la confianza, el timador ofrece como fachada una empresa de apariencia solvente, de la que aporta todos los documentos necesarios convenientemente falsificados, presentándose con trajes impecables, un coche caro, etc.
Una vez generada la confianza de la víctima, el nazareno realiza una compra de mucho más valor, que paga esta vez con letras de cambio o pagarés. Una vez recibido el producto, el nazareno revende la mercancía y desaparece.
Cuando la víctima denuncia, nunca sabe realmente los datos del timador, ya que la empresa está a nombre de unos testaferros "hombres de paja", los cuales son insolventes y a los que no se les puede pedir responsabilidades civiles, y el verdadero timador y cabeza de la trama, no se sabe quién es, ya que las empresas proveedoras nunca piden la documentación personal a los que se presentan como comerciales de la empresa timadora, y esas son normalmente las personas que se benefician de este timo.
- Datos: Q6147048